# Knorpellattiche
Die Knorpellattiche (Chondrilla), auch Knorpelsalate genannt, bilden eine Pflanzengattung in der Unterfamilie Cichorioideae innerhalb Familie der Korbblütler (Asteraceae).

## Beschreibung

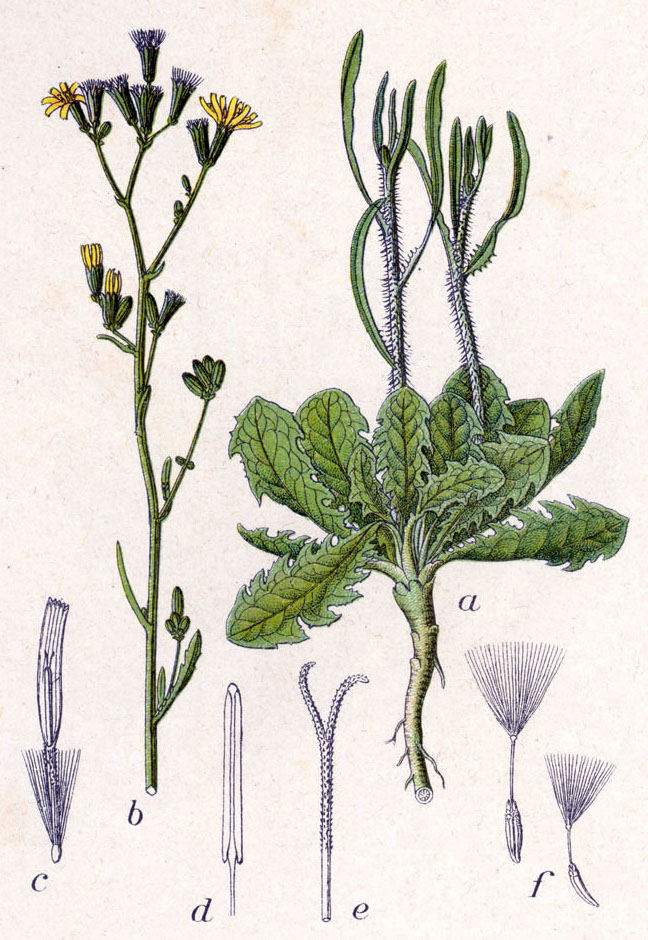
Illustration des Großen Knorpellattich (Chondrilla juncea)

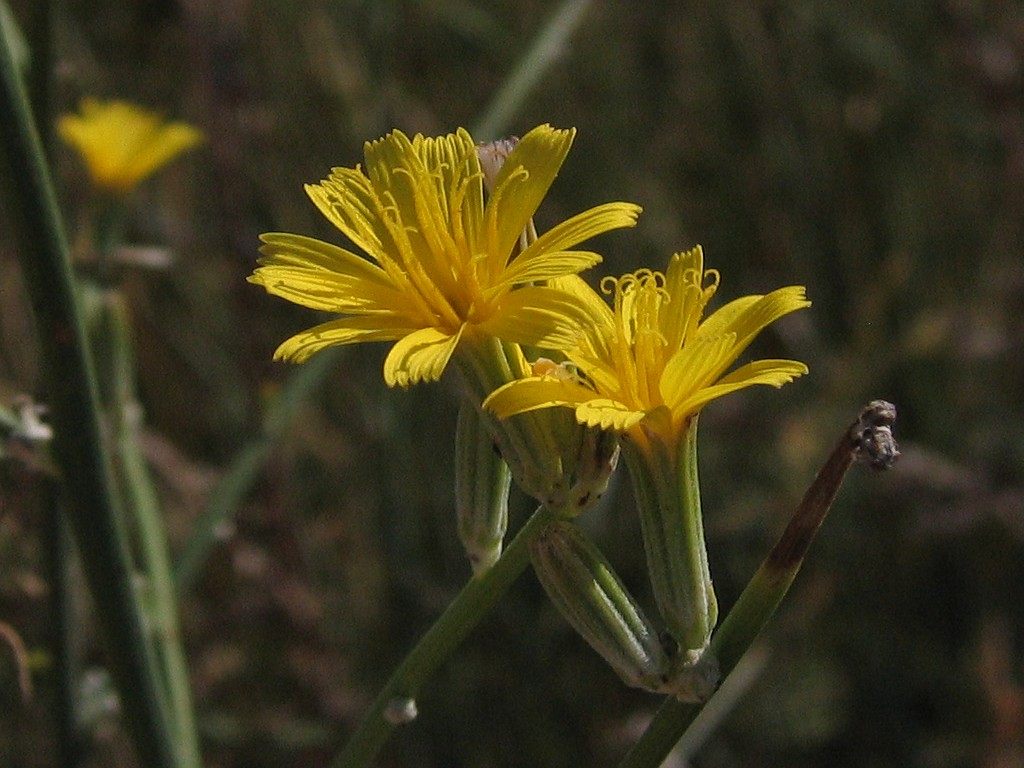
Blütenkörbe des Großen Knorpellattich (Chondrilla juncea), gut zu erkennen sind die zwei Griffeläste der Blüten.

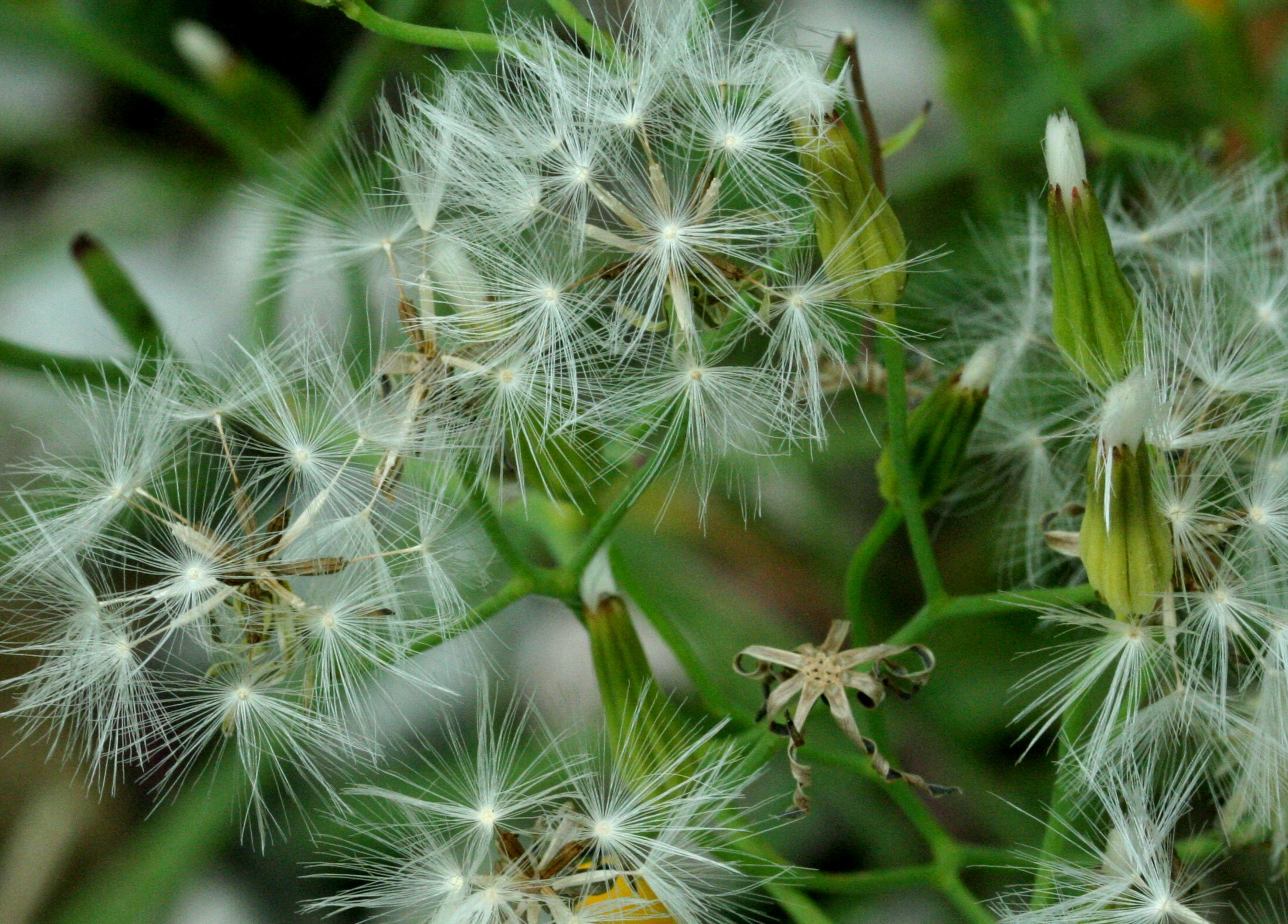
Fruchtstand mit Achänen und Pappus vom Alpen-Knorpellattich (Chondrilla chondrilloides)

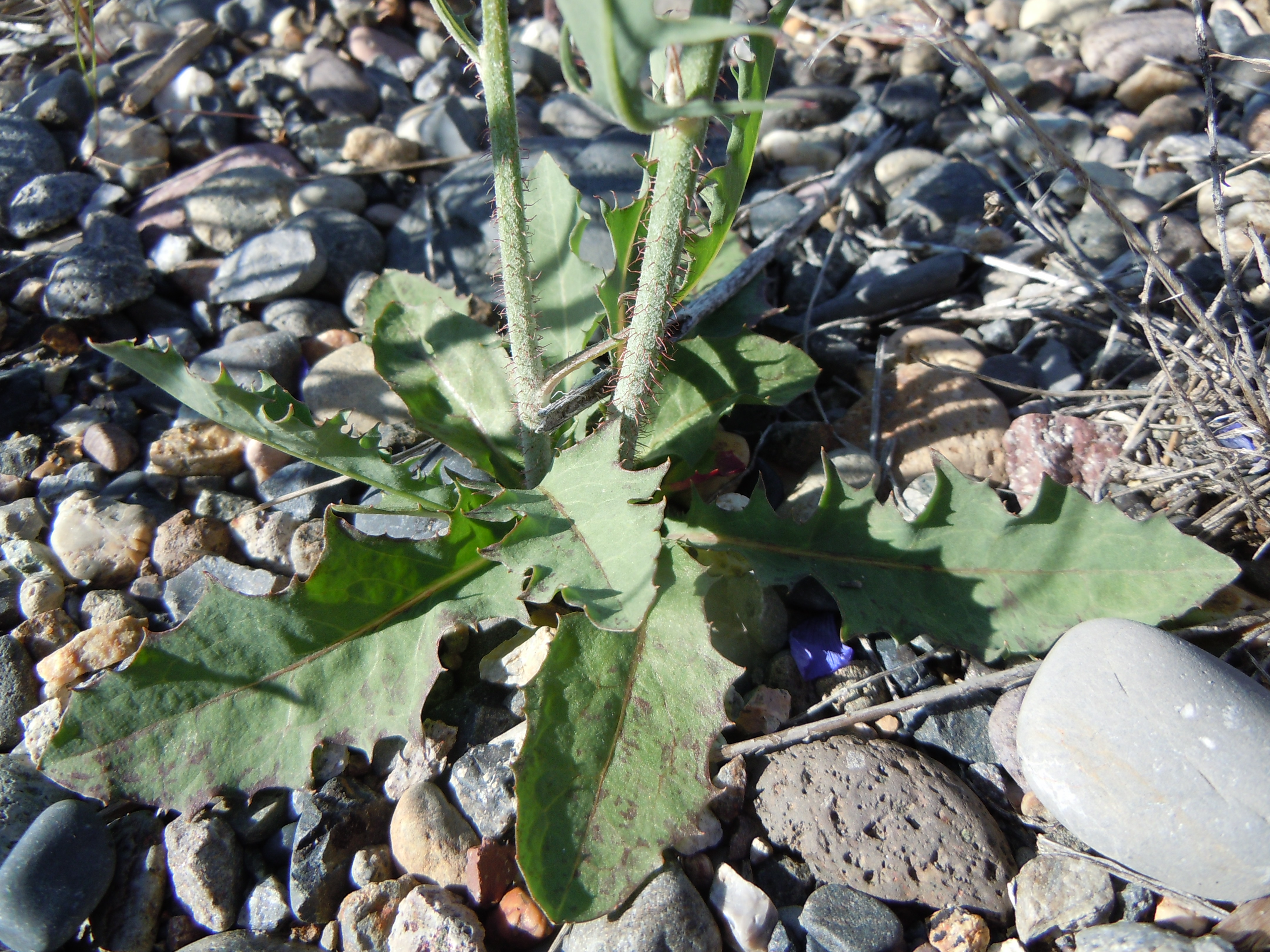
Grundblätter und behaarte Stängel des Großen Knorpellattich (Chondrilla juncea)

### Erscheinungsbild und Blätter
Chondrilla-Arten sind ausdauernde krautige Pflanzen, die Wuchshöhen zwischen 40 und 150 cm erreichen. Sie bilden Pfahlwurzeln. Jede Pflanze kann aus ein bis sechs verzweigten Stängeln bestehen, die an der Basis borstig behaart und oben glatt sind.
Die Laubblätter stehen in grundständigen Blattrosetten zusammen und befinden sich auch am Stängel verteilt. Die Blattstiele sind geflügelt. Die Blattspreite der Grundblätter ist buchtig bis fiederspaltig. Die Stängelblätter sind kleiner und einfacher.

### Blütenstände, Blüten und Früchte
Die end- und seitenständigen körbchenförmigen Blütenstände stehen meist einzeln oder zu wenigen zusammen. Die Blütenkörbchen weisen einen Durchmesser von 2,5 bis 5 mm auf. Es ist eine Reihe mit fünf bis neun gleichgestaltigen Hüllblättern vorhanden. In einem Blütenkörbchen stehen nur sieben bis fünfzehn zwittrige, fertile, zygomorphe Zungenblüten zusammen. Die früh welkenden Blütenkronen sind gelb.
Die hellbraunen bis schwarzen, fast zylindrischen Achänen besitzen mehr als fünf Rippen, sind deutlich geschnäbelt und mit Höckern und Fortsätzen besetzt. Der Pappus besteht aus einer Reihe mit 40 bis über 50 weißen, glatten Borsten.

## Ökologie
Es sind Hemikryptophyten.
Einige Arten pflanzen sich apomiktisch oder fakultativ apomiktisch fort.

## Systematik und Verbreitung
Die Gattung Chondrilla wurde 1753 durch Carl von Linné in Species Plantarum, 2, S. 796–797 aufgestellt. Der Name Chondrilla wurde von Dioscorides für Pflanzenarten benutzt, die Milchsaft (Latex) enthalten. Deshalb verwendete Linné diesen Namen für die Gattung Chondrilla.
Chondrilla-Arten kommen natürlicherweise in Eurasien vor. In Nordamerika gilt der Große Knorpellattich (Chondrilla juncea) als eine invasive Pflanze. In Deutschland kommen nur die beiden Arten Alpen-Knorpellattich (Chondrilla chondrilloides) und Großer Knorpellattich (Chondrilla juncea) vor.
Die Gattung Chondrilla enthält 25 bis 50 Arten:
- Chondrilla acantholepis Boiss.
- Chondrilla ambigua Fisch. ex Kar. & Kir.: Sie kommt im südlichen europäischen Russland, in Kasachstan, Turkmenistan, Usbekistan und Xinjiang vor.[5] Die Chromosomenzahl beträgt 2n = 10.[5]
- Chondrilla aspera (Schrad. ex Willd.) Poir.: Sie kommt im südlichen und zentralen Russland, in Kasachstan, Tadschikistan, Kirgisistan und Xinjiang vor.[5]
- Chondrilla bosseana Iljin: Sie kommt in Kasachstan vor.[6]
- Chondrilla brevirostris Fisch. & C.A.Mey.: Sie kommt im südlichen und östlichen europäischen Rusland, im westlichen asiatischen Russland, in Kasachstan, Kirgisistan und Xinjiang vor.[5] Die Chromosomenzahl beträgt 2n = 15.[5]
- Chondrilla canescens Kar. & Kir.: Sie kommt von Afghanistan bis Zentralasien und dem südwestlichen Sibirien vor.[6]
- Alpen-Knorpellattich (Chondrilla chondrilloides (Ard.) H.Karst., Syn.: Chondrilla prenanthoides (Scop.) Vill.):[7] Er kommt in den Alpen von Deutschland, Österreich, der Schweiz, Liechtenstein, Slowenien und in Italien, hier auch im Apennin vor.[8] Sein Vorkommen in Korsika ist fraglich.[7]
- Chondrilla crepoides L.
- Chondrilla evae Lack: Sie kommt in Afghanistan vor.[6]
- Chondrilla gibbirostris Popov
- Chondrilla graminea M.Bieb.: Sie kommt von Osteuropa bis Sibirien und im Himalaja vor.[6]
- Chondrilla hookeriana Iljin
- Großer Knorpellattich (Chondrilla juncea L.) Er ist ursprünglich von Westeuropa über Nordafrika bis Zentralasien weitverbreitet. In vielen Gebieten der Welt ist er ein Neophyt.
- Chondrilla kusnezovii Iljin: Sie kommt in Zentralasien vor.[6]
- Chondrilla laticoronata Leonova: Sie kommt im südlichen und zentralen Russland, in Kasachstan und in Xinjiang vor.[5]
- Chondrilla latifolia M.Bieb.: Sie kommt ursprünglich in Bulgarien, der Türkei, Weißrussland, im europäischen Russland, in der Ukraine und in Transkaukasien vor.[6]
- Chondrilla leiosperma Kar. & Kir.: Sie kommt in Kasachstan, Usbekistan, Tadschikistan, Kirgisistan, Xinjiang und in der Mongolei vor.[5] Die Chromosomenzahl beträgt 2n = 15.[5]
- Chondrilla macra Iljin: Sie kommt in Kasachstan vor.[6]
- Chondrilla macrocarpa Leonova: Sie kommt in Kasachstan vor.[6]
- Chondrilla maracandica Bunge: Sie kommt in Tadschikistan und Afghanistan vor.[6]
- Chondrilla mariae Podlech: Sie kommt in Afghanistan vor.[6]
- Chondrilla mujunkumensis Iljin & Igolkin: Sie kommt in Kasachstan vor.[6]
- Chondrilla ornata Iljin: Sie kommt in Kirgisistan und in Xinjiang vor.[5] Die Chromosomenzahl beträgt 2n = 20.[5]
- Chondrilla pauciflora Ledeb.: Sie ist im östlichen europäischen Russland, in Kasachstan, Usbekistan und Xinjiang vor.[8][5] Die Chromosomenzahl beträgt 2n = 15.[5]
- Chondrilla phaeocephala Rupr.: Sie kommt in Afghanistan, Kasachstan, Kirgisistan, Tadschikistan, Usbekistan und Xinjiang vor.[5]
- Chondrilla piptocoma Fisch. & C.A.Mey.: Sie kommt im südlichen und zentralen Russland, in Kasachstan und Xinjiang vor.[5] Die Chromosomenzahl beträgt 2n = 10.[5]
- Chondrilla ramosissima Sm.: Sie kommt nur in Griechenland und auf den südlichen griechischen Inseln vor.[8][7]
- Chondrilla rouillieri Kar. & Kir.: Sie kommt im südlichen und zentralen Russland, in Kasachstan und in Xinjiang vor.[5] Die Chromosomenzahl beträgt 2n = 15.[5]
- Chondrilla setulosa C.B.Clarke ex Hook. f.: Sie kommt von Pakistan bis zum westlichen Himalaja vor.[6]
- Chondrilla spinosa Lamond & V.A.Matthews: Sie kommt im asiatischen Teil der Türkei vor.[7]
- Chondrilla tenuiramosa U.P.Pratov & Tagaev: Sie kommt in Usbekistan vor.[6]
- Chondrilla uniflora Larrañaga
- Chondrilla urumoffii Degen (Syn.: Chondrilla lenae Papan.): Sie kommt in Bulgarien, Mazedonien und Griechenland vor.[7]
- Chondrilla yossii Kitam.: Sie kommt in Afghanistan und in Pakistan vor.[6]

Nicht mehr zu dieser Gattung wird gerechnet:
- Chondrilla cymosa Poir. =>  Sonchus pinnatifidus Cav.[6]
- Chondrilla hispida (Pall.) Poir. =>  Lactuca microcephala DC.[6]
- Chondrilla pinnatifida Poir. =>  Sonchus pinnatifidus Cav.[6]